# 2004年夏季残疾人奥林匹克运动会阿联酋代表团
2004年夏季残疾人奥林匹克运动会阿联酋代表团是阿联酋派出的2004年夏季残疾人奥林匹克运动会代表团。获得1枚金牌、1枚银牌和2枚铜牌。